# Good Luck! (ゴルフ番組)
『Good Golf Good Luck!』（グッド・ゴルフ・グッドラック）は、2021年1月1日からとちぎテレビ（とちテレ）で放送開始のゴルフ番組。2022年2月からスカイAでも放送開始。

## 概要
芹澤名人と江澤亜弥によるゴルフの楽しさを視聴者へ訴求するゴルフ番組。2021年5月からは三浦桃香がレギュラーとして加わり、2023年1月から濱野希が新たにレギュラーに加わったが、プロテスト受験を理由に同年8月で降板。同年11月、12月期放送でのステーブルフォード方式で上位入賞の政田夢乃が2024年1月から新たにメンバーとして加わった。
毎月ゲストを交えゴルフを始めたきっかけやゴルフの楽しさなどをトークしながら1ラウンドのストロークプレー（ジュニアゴルファーが出演の場合はスクランブル形式で行われる。ただし、2022年から年末期はステーブルフォード方式で行われる）で番組を進行する。また、ジュニアゴルファーにプロと同舞台のテレビ出演を機に、夢と希望を与える取り組みも実施していく。
収録は番組スポンサーのひとつである太平洋クラブグループのゴルフコースで番組開始から2024年12月まで行われていたが、2025年からJGMゴルフクラブのゴルフコースで行われている。また、スポンサーのミスズ、JGMゴルフクラブ、PEARLY GATES（パーリーゲイツ）、DOCUSは、番組内でインフォマーシャルを流している。

## 出演者
- 芹澤名人 - MC
- 江澤亜弥（2021年1月1日 -）
- 三浦桃香[注釈 9]（2021年5月7日 - [注釈 10]）
- 政田夢乃 （2024年1月5日 -）
- ゲストプレーヤー、ジュニアゴルファー（各1名[注釈 11]）

ナレーター
- 藤田真奈（2021年1月1日 - 2022年3月25日）
- 具嶋柚月（2022年4月1日 - ）

### 過去の出演者
- 濱野希[注釈 12](DOCUSアンバサダー[注釈 13]兼任、2023年1月6日 - 2023年8月25日）

## 放送履歴
※放送日はとちテレ基準。ゲスト及びアシスタントの名前の横の円内数字は出演回数。
| 放送月                            | ゲスト                                 | ジュニアゴルファー・一般参加者                               | アシスタント                    | コース （カッコ内は所在地）                                 |
| --------------------------------- | -------------------------------------- | ------------------------------------------------------------ | ------------------------------- | ----------------------------------------------------------- |
| 2021年1月 （1月1日 - 1月29日）    | 三浦桃香                               | なし                                                         | 元内ゆう                        | 太平洋クラブ益子PGAコース （栃木県芳賀郡益子町）            |
| 2021年2月 （2月5日 - 2月26日）    | 三浦桃香                               | 渡邉海向①（2月5日、12日） 萩生田みらん（2月19日、26日）      | なし                            | 太平洋クラブ益子PGAコース （栃木県芳賀郡益子町）            |
| 2021年3月 （3月5日 - 3月26日）    | 林菜乃子                               | なし                                                         | 武田奈津美                      | 太平洋クラブ佐野ヒルクレストコース （栃木県佐野市）         |
| 2021年4月 （4月2日 - 4月30日）    | 林菜乃子                               | 伊藤愛華                                                     | 武田奈津美                      | 太平洋クラブ佐野ヒルクレストコース （栃木県佐野市）         |
| 2021年5月 （5月7日 - 5月28日）    | なし                                   | 高橋璃愛（5月7日、14日） 五月女愛來（5月21日、28日）         | なし                            | 太平洋クラブ江南コース （埼玉県熊谷市）                     |
| 2021年6月 （6月4日 - 6月25日）    | なし                                   | 中村瑛心（6月4日、11日） 中田春加（6月18日、25日）           | なし                            | 太平洋クラブ江南コース （埼玉県熊谷市）                     |
| 2021年7月 （7月2日 - 7月30日）    | なし                                   | 土屋オードリー（7月2日 - 16日） 片岡愛彩（7月23日、30日）    | 竹田麻衣                        | 太平洋クラブ軽井沢リゾート （群馬県吾妻郡長野原町北軽井沢） |
| 2021年8月 （8月6日 - 8月27日）    | なし                                   | 片山えれな（8月6日、13日） 水沼茉子（8月20日、27日）         | 竹田麻衣                        | 太平洋クラブ軽井沢リゾート （群馬県吾妻郡長野原町北軽井沢） |
| 2021年9月 （9月3日 - 9月24日）    | 笹原優美                               | なし                                                         | 山口あや①                       | 太平洋クラブ美野里コース （茨城県小美玉市）                 |
| 2021年10月 （10月1日 - 10月29日） | なし                                   | 高橋優愛（10月1日、8日） 永井夢亜（10月15日 - 29日）         | 山口あや①                       | 太平洋クラブ美野里コース （茨城県小美玉市）                 |
| 2021年11月 （11月5日 - 11月26日） | なし                                   | 佐野小春・心咲                                               | 菊地彩香                        | 太平洋クラブ成田コース （千葉県成田市）                     |
| 2021年12月 （12月3日 - 12月30日） | 菊地彩香                               | なし                                                         | なし                            | 太平洋クラブ成田コース （千葉県成田市）                     |
| 2022年1月 （1月7日 - 1月28日）    | なし                                   | 小野澤マリア（1月7日、14日） 稲葉晴（1月21日、28日）         | 藤白奈美（DOCUSガール)          | 金乃台カントリークラブ （茨城県牛久市）                     |
| 2022年2月 （2月4日 - 2月25日）    | 橋添香                                 | なし                                                         | 藤白奈美（DOCUSガール)          | 金乃台カントリークラブ （茨城県牛久市）                     |
| 2022年3月 （3月4日 - 3月25日）    | なし                                   | 宇津木さやか（3月4日、11日） 岡安悠稀（3月18日、25日）       | 菊池あき①（DOCUSアンバサダー）  | 太平洋クラブ江南コース （埼玉県熊谷市）                     |
| 2022年4月 （4月1日 - 4月29日）    | 宮崎千瑛                               | なし                                                         | 菊池あき①（DOCUSアンバサダー）  | 太平洋クラブ江南コース （埼玉県熊谷市）                     |
| 2022年5月 （5月6日 - 5月27日）    | 沓澤莉子①                              | なし                                                         | 山口あや②（DOCUSガール)         | 金乃台カントリークラブ （茨城県牛久市）                     |
| 2022年6月 （6月3日 - 6月24日）    | なし                                   | 松山りな①（6月3日、10日） 高木杏衣（6月17日、24日）          | 山口あや②（DOCUSガール)         | 金乃台カントリークラブ （茨城県牛久市）                     |
| 2022年7月 （7月1日 - 7月29日）    | 芹川真海                               | なし                                                         | 加藤まなつ（DOCUSガール)        | 太平洋クラブ佐野ヒルクレストコース （栃木県佐野市）         |
| 2022年8月 （8月5日 - 8月26日）    | なし                                   | 渡邉海向②（8月5日、12日） 黒須愛生（8月19日、26日）          | 加藤まなつ（DOCUSガール)        | 太平洋クラブ佐野ヒルクレストコース （栃木県佐野市）         |
| 2022年9月 （9月2日 - 9月30日）    | 保坂萌々                               | なし                                                         | 中島亜莉沙（DOCUSガール)        | 太平洋クラブ大洗シャーウッドコース （茨城県東茨城郡大洗町） |
| 2022年10月 （10月7日 - 10月28日） | なし                                   | 山根珊花（10月7日、14日） 立浦愛瑠（10月21日、28日）         | 中島亜莉沙（DOCUSガール)        | 太平洋クラブ大洗シャーウッドコース （茨城県東茨城郡大洗町） |
| 2022年11月 （11月4日 - 11月25日） | なし                                   | 長谷川千遥（11月4日、11日） 神津葵（11月18日、25日）         | 菊池あき②（DOCUSアンバサダー）  | 金乃台カントリークラブ （茨城県牛久市）                     |
| 2022年12月 （12月2日 - 12月30日） | 沓澤莉子② 濱野希 千葉華                | なし                                                         | 菊池あき②（DOCUSアンバサダー）  | 金乃台カントリークラブ （茨城県牛久市）                     |
| 2023年1月 （1月6日 - 1月27日）    | なし                                   | なし                                                         | 濱野希（DOCUSアンバサダー）     | 金乃台カントリークラブ （茨城県牛久市）                     |
| 2023年2月 （2月3日 - 2月24日）    | なし                                   | キャメロン・アイラ（2月3日、10日） 川原莉緒（2月17日、24日） | 濱野希（DOCUSアンバサダー）     | 金乃台カントリークラブ （茨城県牛久市）                     |
| 2023年3月 （3月3日 - 3月31日）    | 大久保嘉人（元サッカー日本代表）       | なし                                                         | 濱野希（DOCUSアンバサダー）     | 太平洋クラブ佐野ヒルクレストコース （栃木県佐野市）         |
| 2023年4月 （4月7日 - 4月28日）    | なし                                   | 田家由紀菜（4月7日、14日） 長澤愛羅（4月21日、28日）         | 濱野希（DOCUSアンバサダー）     | 太平洋クラブ佐野ヒルクレストコース （栃木県佐野市）         |
| 2023年5月 （5月5日 - 5月26日）    | 遠藤章造（ココリコ）                   | 塩手莉彩（5月5日、12日） 松山りな②（5月19日、26日）          | 濱野希（DOCUSアンバサダー）     | 金乃台カントリークラブ （茨城県牛久市）                     |
| 2023年6月 （6月2日 - 6月30日）    | 遠藤章造（ココリコ）                   | なし                                                         | 濱野希（DOCUSアンバサダー）     | 金乃台カントリークラブ （茨城県牛久市）                     |
| 2023年7月 （7月6日 - 7月27日）    | なし                                   | 時松千鶴                                                     | 濱野希（DOCUSアンバサダー）     | 太平洋クラブ軽井沢リゾート （群馬県吾妻郡長野原町北軽井沢） |
| 2023年8月 （8月4日 - 8月25日）    | なし                                   | なし                                                         | 濱野希（DOCUSアンバサダー）     | 太平洋クラブ軽井沢リゾート （群馬県吾妻郡長野原町北軽井沢） |
| 2023年9月 （9月1日 - 9月29日）    | 黒田アーサー 沓澤莉子⓷                 | なし                                                         | 津川千沙希（DOCUSアンバサダー） | 金乃台カントリークラブ （茨城県牛久市）                     |
| 2023年10月 （10月6日 - 10月27日） | 沓澤莉子④                              | 高橋璃愛②（10月6日、13日） 高橋優愛②                         | 津川千沙希（DOCUSアンバサダー） | 金乃台カントリークラブ （茨城県牛久市）                     |
| 2023年11月 （11月3日 - 11月24日） | 沓澤莉子⑤ 政田夢乃 宮崎千瑛② 塩手莉彩② | なし                                                         | 星カオル（DOCUSアンバサダー）   | 太平洋クラブ白河リゾート （福島県白河市）                   |
| 2023年12月 （12月1日 - 12月29日） | 沓澤莉子⑤ 政田夢乃 宮崎千瑛② 塩手莉彩② | なし                                                         | 星カオル（DOCUSアンバサダー）   | 太平洋クラブ白河リゾート （福島県白河市）                   |
| 2024年1月 （1月5日 - 1月26日）    | なし                                   | なし                                                         | 中谷梨沙（DOCUSアンバサダー）   | 金乃台カントリークラブ （茨城県牛久市）                     |
| 2024年2月 （2月2日 - 2月23日）    | なし                                   | 小澤優仁                                                     | 中谷梨沙（DOCUSアンバサダー）   | 金乃台カントリークラブ （茨城県牛久市）                     |
| 2024年3月 （3月1日 - 3月29日）    | 神奈月                                 | なし                                                         | 吉満愛子（DOCUSアンバサダー）   | 太平洋クラブ佐野ヒルクレストコース （栃木県佐野市）         |
| 2024年4月 （4月5日 - 4月26日）    | なし                                   | 佐野心春②（4月5日、12日） 佐野心咲②（4月19日、26日）         | 吉満愛子（DOCUSアンバサダー）   | 太平洋クラブ佐野ヒルクレストコース （栃木県佐野市）         |
| 2024年5月 （5月3日 - 5月31日）    | 橋添香②                                | なし                                                         | 瀬川あいり（DOCUSアンバサダー） | 太平洋クラブ益子PGAコース （栃木県芳賀郡益子町）            |
| 2024年6月 （6月7日 - 6月28日）    | なし                                   | 山根珊花②（6月7日、14日） 阿部歩望（6月21日、28日）          | 瀬川あいり（DOCUSアンバサダー） | 太平洋クラブ益子PGAコース （栃木県芳賀郡益子町）            |
| 2024年7月 （7月5日 - 7月26日）    | なし                                   | なし                                                         | まあみ（DOCUSアンバサダー）     | 太平洋クラブ宝塚コース （兵庫県宝塚市）                     |
| 2024年8月 （8月2日 - 8月30日）    | なし                                   | なし                                                         | まあみ（DOCUSアンバサダー）     | 太平洋クラブ宝塚コース （兵庫県宝塚市）                     |
| 2024年9月 （9月6日 - 9月27日）    | 小島彩夏                               | なし                                                         | まあみ（DOCUSアンバサダー）     | 太平洋クラブ六甲コース （兵庫県三木市）                     |
| 2024年10月 （10月4日 - 10月25日） | 小島彩夏                               | なし                                                         | まあみ（DOCUSアンバサダー）     | 太平洋クラブ六甲コース （兵庫県三木市）                     |
| 2024年11月 （11月1日 - 11月29日） | 沓澤莉子⑥                              | なし                                                         | いちかる（DOCUSアンバサダー）   | 太平洋クラブ益子PGAコース （栃木県芳賀郡益子町）            |
| 2024年12月 （12月6日 - 12月27日） | なし                                   | 高橋なつ希（12月6日、13日） 藤野美玲（12月20日、27日）       | いちかる（DOCUSアンバサダー）   | 太平洋クラブ益子PGAコース （栃木県芳賀郡益子町）            |
| 2025年1月 （1月3日 - 1月31日）    | 藤澤響花（タレント）                   | なし                                                         | スビン（DOCUSアンバサダー）     | JGM宇都宮ゴルフクラブ （栃木県宇都宮市）                    |
| 2025年2月 （2月7日 - 2月28日）    | なし                                   | 小野木滉（2月7日、14日） 藤井結翔（2月21日、28日）           | スビン（DOCUSアンバサダー）     | JGM宇都宮ゴルフクラブ （栃木県宇都宮市）                    |
| 2025年3月 （3月7日 - 3月28日）    | 松山りな③ 塩手莉彩③                    | なし                                                         | なろ（DOCUSアンバサダー）       | JGM笠間ゴルフクラブ （茨城県笠間市）                        |
| 2025年4月 （4月4日 - 4月25日）    | 松山りな③ 塩手莉彩③                    | 鈴木美菜（4月4日、11日） 笠原こはる（4月18日、25日）         | なろ（DOCUSアンバサダー）       | JGM笠間ゴルフクラブ （茨城県笠間市）                        |
| 2025年5月 （5月2日 - 5月30日）    | 沓澤莉子⑦ 千葉華② 藤澤響花⓶            | なし                                                         | まあみ②（DOCUSアンバサダー）    | JGMセベ・バレステロス・ゴルフクラブ （茨城県稲敷市）        |
| 2025年6月 （6月6日 - 6月27日）    | 藤澤響花③                              | 大塚圭（6月6日、13日） 江島諒汰（6月20日、27日）             | まあみ②（DOCUSアンバサダー）    | JGMセベ・バレステロス・ゴルフクラブ （茨城県稲敷市）        |
| 2025年7月 （7月4日 - 7月25日）    | 吉川桃                                 | なし                                                         | かえで（DOCUSアンバサダー）     | JGM霞丘ゴルフクラブ （茨城県稲敷市）                        |
| 2025年8月 （8月1日 - 8月29日）    | なし                                   | 小林世奈（8月8日、15日）                                     | かえで（DOCUSアンバサダー）     | JGM霞丘ゴルフクラブ （茨城県稲敷市）                        |

## テーマソング・BGM
- BTS『Dynamite』（初代オープニング曲）・『Butter』・『Permission to Dance』
- One Direction『What Makes You Beautiful』
- NiziU 『Make you happy』
- YOASOBI『もう少しだけ』・『夜に駆ける』・『Blue』・『アイドル』
- 千石撫子（花澤香菜）『恋愛サーキュレーション』
- yama『春を告げる』・『色彩』[注釈 80]
- なとり『Overdose』[注釈 80]
- ビートルズ『LOVE ME DO』[注釈 81]
- ブルーノ・マーズ『RUNAWAY BABY』[注釈 81]
- マーク・ロンソンftブルーノ・マーズ『Uptown Funk』[注釈 81]
- 乃紫『全方向美少女』
- Q;indivi Starring Rin Oikawa『君の瞳に恋してる Can't Take My Eyes Off Of You』（2代目オープニング曲）

## ネット局
| 放送対象地域 | 放送局                   | 放送時間                                                  | 放送期間                      | 備考      |
| ------------ | ------------------------ | --------------------------------------------------------- | ----------------------------- | --------- |
| 栃木県       | とちぎテレビ（とちテレ） | 毎週金曜日20:30 - 21:00 毎週土曜日07:30 - 08:00（再放送） | 2021年1月1日 - 2021年1月2日 - | 制作局    |
| 東京都       | TOKYO MX 2               | 毎週土曜日09:30 - 10:00                                   | 2021年1月2日 -                | 1日遅れ   |
| 全国放送     | スカイA                  | 毎週日曜日08:30 - 09:00                                   | 2022年2月6日 -                | 1か月遅れ |

※スカイAでの放送期間及び放送時間は初回放送時のもの。